# Fromelennes
Fromelennes település Franciaországban, Ardennes megyében. Lakosainak száma 1038 fő (2022. január 1.). Fromelennes Charnois, Givet és Rancennes községekkel határos.

## Népesség
A település népessége az elmúlt években az alábbi módon változott:
| Lakosok száma | 1440 | 1365 | 1241 | 1069 | 1055 | 1005 | 1038 | 1043 | 1046 | 1038 |
|               | 1968 | 1982 | 1990 | 2006 | 2013 | 2015 | 2017 | 2019 | 2020 | 2022 |